# Turdus leucomelas
Turdus leucomelas là một loài chim trong họ Turdidae.